# 马来西亚总检察长
马来西亚总检察长（英語：Attorney General of Malaysia；简称「总检察长」或「AG」）是马来西亚政府的法律顾问。总检察长也是马来西亚最高级的检察官，也被称为「公共检察官」（Public Prosecutor）。《马来西亚联邦宪法》第145（3）条文赋予总检察长拥有最终起诉的决定权。马来西亚与其他英联邦国家一样奉行英美法系，但与其他大部分英联邦国家不同的是，马来西亚的检察机关的最高负责人称为「检察官」（Public Prosecutor），而不是刑事檢控專員（Director of Public Prosecutions）。
此外，马来西亚总检察长也是马来西亚总检察署（Attorney General's Chambers，AGC）的最高负责人。在沙巴州和砂拉越州则分别设有处理各州的民事法律事务的总检察长办公室。马来西亚总检察长也负责处理沙巴州和砂拉越州的刑事检控工作；相反在马来西亚半岛的十一个州属则没有单独的总检察长办公室。
马来西亚第六任首相纳吉·阿都拉萨在2009年至2018年任首相期间共有两人担任过总检察长；第一人是阿都干尼·巴代，他于2002年1月1日开始担任总检察长，但在2015年7月27日突然遭政府以健康为由终止其职务，并由莫哈末阿班迪阿里接手总检察长要职。在卸下职务前，阿都干尼曾与政府机构高官组成特工队，负责调查首相纳吉所涉及的一个马来西亚发展有限公司丑闻（1MDB），因此盛传他是在压力下被迫辞职。